# Obârșie
Obârșie – wieś w Rumunii, w okręgu Marusza, w gminie Râciu. W 2011 roku pozostawała niezamieszkana.